# Cupa Confederațiilor FIFA 2017 Grupa A
Grupa A al Cupei Confederațiilor FIFA 2017 va avea loc în perioada 17 - 24 iunie. Din grupă fac parte Rusia, Noua Zeelandă, Portugalia, și Mexic. Top două echipe vor avansa în semifinale.

## Echipele
| Poziția tragerii | Echipa        | Confederația | Metoda calificării                               | Data calificării | Apariții în finală | Ultima apariție | Cea mai buna performanță anterioară | Clasamentul FIFA | Clasamentul FIFA |
| Poziția tragerii | Echipa        | Confederația | Metoda calificării                               | Data calificării | Apariții în finală | Ultima apariție | Cea mai buna performanță anterioară | November 2016    | June 2017        |
| ---------------- | ------------- | ------------ | ------------------------------------------------ | ---------------- | ------------------ | --------------- | ----------------------------------- | ---------------- | ---------------- |
| A1               | Rusia         | UEFA         | Gazda                                            | 2 decembrie 2010 | 1st                | —               | Debut                               | 55               |                  |
| A2               | Noua Zeelandă | OFC          | Câștigătorii al Cupa Oceaniei pe Națiuni 2016    | 11 iunie 2016    | 4                  | 2009            | Faza Grupelor (1999, 2003, 2009)    | 110              |                  |
| A3               | Portugalia    | UEFA         | Câștigătorii Campionatul European de Fotbal 2016 | 10 iulie 2016    | 1st                | —               | Debut                               | 8                |                  |
| A4               | Mexic         | CONCACAF     | Câștigătorii Cupa CONCACAF                       | 10 Octobrie 2015 | 7                  | 2013            | Câștigători (1999)                  | 18               |                  |

Note
1. ↑  The rankings of November 2016 were used for seeding for the final draw.

## clasament
| Loc | Echipa            | MJ | V | E | Î | GM | GP | DG | Pct | Calificare |
| --- | ----------------- | -- | - | - | - | -- | -- | -- | --- | ---------- |
| 1   | Portugalia        | 3  | 2 | 1 | 0 | 7  | 2  | +5 | 7   |            |
| 2   | Mexic             | 3  | 2 | 1 | 0 | 6  | 4  | +2 | 7   |            |
| 3   | Rusia (H, E)      | 3  | 1 | 0 | 2 | 3  | 3  | 0  | 3   |            |
| 4   | Noua Zeelandă (E) | 3  | 0 | 0 | 3 | 1  | 8  | −7 | 0   |            |

## Meciurile

### Rusia vs Noua Zeelandă
| Rusia                        | 2–0    | Noua Zeelandă |
| ---------------------------- | ------ | ------------- |
| Boxall 31' (aut.) Smolov 69' | Report |               |

| Rusia | Noua Zeelandă |

| GK                   | 1  | Igor Akinfeev (c)     |  |     |
| CB                   | 6  | Georgi Dzhikiya       |  |     |
| CB                   | 5  | Viktor Vasin          |  |     |
| CB                   | 13 | Fyodor Kudryashov     |  |     |
| RWB                  | 19 | Aleksandr Samedov     |  |     |
| LWB                  | 18 | Yuri Zhirkov          |  |     |
| CM                   | 21 | Aleksandr Erokhin 77' |  |     |
| CM                   | 8  | Denis Glushakov       |  |     |
| CM                   | 17 | Aleksandr Golovin     |  |     |
| CF                   | 9  | Fyodor Smolov 90'     |  |     |
| CF                   | 7  | Dmitry Poloz 64'      |  |     |
| Schimbări:           |    |                       |  |     |
| FW                   | 11 | Aleksandr Bukharov    |  | 64' |
| MF                   | 22 | Dmitri Tarasov        |  | 77' |
| MF                   | 15 | Aleksei Miranchuk     |  | 90' |
| Manager:             |    |                       |  |     |
| Stanislav Cherchesov |    |                       |  |     |

| GK             | 1  | Stefan Marinovic      |  |     |
| CB             | 20 | Tommy Smith           |  |     |
| CB             | 22 | Andrew Durante        |  |     |
| CB             | 5  | Michael Boxall        |  |     |
| RWB            | 18 | Kip Colvey 83'        |  |     |
| LWB            | 3  | Deklan Wynne          |  |     |
| CM             | 7  | Kosta Barbarouses 61' |  |     |
| CM             | 8  | Michael McGlinchey    |  |     |
| CM             | 14 | Ryan Thomas           |  |     |
| CF             | 11 | Marco Rojas 71'       |  |     |
| CF             | 9  | Chris Wood (c)        |  |     |
| Schimbări:     |    |                       |  |     |
| MF             | 6  | Bill Tuiloma          |  | 61' |
| FW             | 10 | Shane Smeltz          |  | 71' |
| FW             | 13 | Monty Patterson       |  | 83' |
| Manager:       |    |                       |  |     |
| Anthony Hudson |    |                       |  |     |

| Omul Meciului: Fyodor Smolov (Russia) Arbitrii asistenți: Alexander Guzman (Columbia) Cristian De La Cruz (Columbia) Al patrulea oficial: Mark Geiger (Statele Unite) Arbitrii asistenți video: Sandro Ricci (Brazilia) Joe Fletcher (Canada) Arbitrul asistent al arbitrului video: Enrique Cáceres (Paraguay) |

### Portugalia vs Mexic
| Portugalia              | 2–2    | Mexic                      |
| ----------------------- | ------ | -------------------------- |
| Quaresma 34' Cédric 86' | Report | Hernández 42' Moreno 90+1' |

| Portugalia | Mexic |

| GK              | 1  | Rui Patrício          |       |     |
| RB              | 21 | Cédric Soares         |       |     |
| CB              | 3  | Pepe                  |       |     |
| CB              | 6  | José Fonte            |       |     |
| LB              | 5  | Raphaël Guerreiro     |       |     |
| RM              | 20 | Ricardo Quaresma      |       | 82' |
| CM              | 14 | William Carvalho      |       |     |
| CM              | 8  | João Moutinho         |       | 58' |
| LM              | 15 | André Gomes           | 90+3' |     |
| CF              | 17 | Nani                  |       | 58' |
| CF              | 7  | Cristiano Ronaldo (c) |       |     |
| Schimbări:      |    |                       |       |     |
| FW              | 18 | Gelson Martins        |       | 58' |
| MF              | 23 | Adrien Silva          | 68'   | 58' |
| FW              | 9  | André Silva           |       | 82' |
| Manager:        |    |                       |       |     |
| Fernando Santos |    |                       |       |     |

| GK                 | 13 | Guillermo Ochoa     |     |     |
| RB                 | 3  | Carlos Salcedo      |     | 67' |
| CB                 | 5  | Diego Reyes         |     |     |
| CB                 | 15 | Héctor Moreno       |     |     |
| LB                 | 7  | Miguel Layún        |     |     |
| CM                 | 6  | Jonathan dos Santos |     |     |
| CM                 | 16 | Héctor Herrera      |     |     |
| CM                 | 18 | Andrés Guardado (c) | 73' |     |
| RF                 | 11 | Carlos Vela         |     | 57' |
| CF                 | 14 | Javier Hernández    |     | 79' |
| LF                 | 9  | Raúl Jiménez        |     |     |
| Schimbări:         |    |                     |     |     |
| MF                 | 10 | Giovani dos Santos  |     | 57' |
| DF                 | 2  | Néstor Araujo       |     | 67' |
| FW                 | 19 | Oribe Peralta       |     | 79' |
| Manager:           |    |                     |     |     |
| Juan Carlos Osorio |    |                     |     |     |

| Omul Meciului: Cristiano Ronaldo (Portugalia) Arbitrii asistenți: Hernán Maidana (Argentina) Juan Pablo Belatti (Argentina) Al patrulea oficial: Abdelkader Zitouni (Tahiti) Arbitrii asistenți video: Jair Marrufo (Statele Unite) Dalibor Đurđević (Serbia) Arbitrul asistent al arbitrului video: Ovidiu Hațegan (România) |

### Rusia vs Portugalia
| Rusia | 0–1    | Portugalia |
| ----- | ------ | ---------- |
|       | Report | Ronaldo 8' |

| Rusia | Portugalia |

| GK                   | 1  | Igor Akinfeev (c)  |     |     |
| CB                   | 6  | Georgi Dzhikiya    | 72' |     |
| CB                   | 5  | Viktor Vasin       |     |     |
| CB                   | 13 | Fyodor Kudryashov  |     | 83' |
| RWB                  | 3  | Roman Shishkin     |     | 46' |
| LWB                  | 23 | Dmitri Kombarov    |     | 68' |
| RM                   | 19 | Aleksandr Samedov  | 76' |     |
| CM                   | 8  | Denis Glushakov    | 26' |     |
| CM                   | 17 | Aleksandr Golovin  |     |     |
| LM                   | 18 | Iuri Jirkov        |     |     |
| CF                   | 9  | Fyodor Smolov      |     |     |
| Schimbări:           |    |                    |     |     |
| MF                   | 21 | Aleksandr Erokhin  |     | 46' |
| FW                   | 7  | Dmitry Poloz       |     | 68' |
| FW                   | 11 | Aleksandr Bukharov |     | 83' |
| Manager:             |    |                    |     |     |
| Stanislav Cherchesov |    |                    |     |     |

| GK              | 1  | Rui Patrício          |     |     |
| RB              | 5  | Raphaël Guerreiro     |     | 66' |
| CB              | 3  | Pepe                  | 57' |     |
| CB              | 2  | Bruno Alves           |     |     |
| LB              | 21 | Cédric                |     |     |
| RM              | 10 | Bernardo Silva        | 71' |     |
| CM              | 14 | William Carvalho      |     |     |
| CM              | 23 | Adrien Silva          |     | 82' |
| LM              | 15 | André Gomes           |     |     |
| CF              | 9  | André Silva           |     | 78' |
| CF              | 7  | Cristiano Ronaldo (c) |     |     |
| Schimbări:      |    |                       |     |     |
| DF              | 19 | Eliseu                |     | 66' |
| FW              | 18 | Gelson Martins        |     | 78' |
| MF              | 13 | Danilo Pereira        |     | 82' |
| Manager:        |    |                       |     |     |
| Fernando Santos |    |                       |     |     |

| Omul Meciului: Cristiano Ronaldo (Portugal) Arbitrii asistenți: Elenito Di Liberatore (Italia) Mauro Tonolini (Italia) Al patrulea oficial: Damir Skomina (Slovenia) Arbitrii asistenți video: Sandro Ricci (Brazilia) Jure Praprotnik (Slovenia) Arbitrul asistent al arbitrului video: Ovidiu Hațegan (România) |

### Mexic vs Noua Zeelandă
| Mexic                   | 2–1    | Noua Zeelandă |
| ----------------------- | ------ | ------------- |
| Jiménez 54' Peralta 72' | Report | Wood 42'      |

| Mexic | Noua Zeelandă |

| GK                 | 12 | Alfredo Talavera   |       |     |     |
| CB                 | 3  | Carlos Salcedo     |       | 33' |     |
| CB                 | 2  | Néstor Araujo      |       |     |     |
| CB                 | 23 | Oswaldo Alanís     |       | 46' |     |
| RM                 | 10 | Giovani dos Santos |       |     |     |
| CM                 | 5  | Diego Reyes (c)    | 90+5' |     |     |
| CM                 | 8  | Marco Fabián       |       |     |     |
| LM                 | 20 | Javier Aquino      |       |     |     |
| RF                 | 17 | Jürgen Damm        |       |     |     |
| CF                 | 9  | Raúl Jiménez       |       |     |     |
| LF                 | 19 | Oribe Peralta      |       |     |     |
| Schimbări:         |    |                    |       |     |     |
| DF                 | 15 | Héctor Moreno      |       | 33' | 68' |
| MF                 | 16 | Héctor Herrera     |       | 46' |     |
| DF                 | 4  | Rafael Márquez     |       |     | 68' |
| Manager:           |    |                    |       |     |     |
| Juan Carlos Osorio |    |                    |       |     |     |

| GK             | 1  | Stefan Marinovic   |       |     |
| CB             | 5  | Michael Boxall     | 90+6' |     |
| CB             | 22 | Andrew Durante     |       |     |
| CB             | 20 | Tommy Smith        |       |     |
| RWB            | 16 | Dane Ingham        |       | 82' |
| LWB            | 3  | Deklan Wynne       |       |     |
| CM             | 15 | Clayton Lewis      |       | 58' |
| CM             | 8  | Michael McGlinchey |       |     |
| CM             | 14 | Ryan Thomas        | 26'   |     |
| CF             | 11 | Marco Rojas        |       | 73' |
| CF             | 9  | Chris Wood (c)     |       |     |
| Schimbări:     |    |                    |       |     |
| MF             | 6  | Bill Tuiloma       |       | 58' |
| FW             | 7  | Kosta Barbarouses  |       | 73' |
| FW             | 13 | Monty Patterson    |       | 82' |
| Manager:       |    |                    |       |     |
| Anthony Hudson |    |                    |       |     |

| Omul Meciului: Javier Aquino (Mexic) Arbitrii asistenți: Jean-Claude Birumushahu (Burundi) Marwa Range (Kenya) Al patrulea oficial: Abdelkader Zitouni (Tahiti) Arbitrii asistenți video: Clément Turpin (Franța) Robert Vukan (Slovenia) Arbitrul asistent al arbitrului video: Malang Diedhiou (Senegal) |

### Mexic vs Rusia
| Mexic                 | 2–1    | Rusia       |
| --------------------- | ------ | ----------- |
| Araujo 30' Lozano 52' | Report | Samedov 25' |

| Mexic | Rusia |

| GK                 | 13 | Guillermo Ochoa     |       |     |
| RB                 | 5  | Diego Reyes         |       | 39' |
| CB                 | 2  | Néstor Araujo       |       |     |
| CB                 | 15 | Héctor Moreno       |       |     |
| LB                 | 7  | Miguel Layún        |       |     |
| CM                 | 6  | Jonathan dos Santos |       |     |
| CM                 | 16 | Héctor Herrera      |       |     |
| CM                 | 18 | Andrés Guardado (c) | 16'   | 70' |
| RF                 | 22 | Hirving Lozano      |       |     |
| CF                 | 14 | Javier Hernández    |       |     |
| LF                 | 11 | Carlos Vela         |       | 46' |
| Schimbări:         |    |                     |       |     |
| DF                 | 21 | Luis Reyes          |       | 39' |
| MF                 | 20 | Javier Aquino       |       | 46' |
| MF                 | 23 | Oswaldo Alanís      | 90+2' | 70' |
| Manager:           |    |                     |       |     |
| Juan Carlos Osorio |    |                     |       |     |

| GK                   | 1  | Igor Akinfeev (c)  |        |     |
| CB                   | 6  | Georgi Dzhikiya    |        |     |
| CB                   | 5  | Viktor Vasin       | 71'    |     |
| CB                   | 13 | Fyodor Kudryashov  | 63'    |     |
| RWB                  | 19 | Aleksandr Samedov  |        |     |
| LWB                  | 18 | Yuri Zhirkov       | 9' 68' |     |
| CM                   | 21 | Aleksandr Yerokhin |        | 70' |
| CM                   | 8  | Denis Glushakov    |        |     |
| CM                   | 17 | Aleksandr Golovin  | 88'    |     |
| CF                   | 9  | Fyodor Smolov      |        | 78' |
| CF                   | 11 | Aleksandr Bukharov |        | 64' |
| Schimbări:           |    |                    |        |     |
| FW                   | 7  | Dmitry Poloz       |        | 64' |
| DF                   | 2  | Igor Smolnikov     |        | 70' |
| FW                   | 20 | Maksim Kanunnikov  |        | 78' |
| Manager:             |    |                    |        |     |
| Stanislav Cherchesov |    |                    |        |     |

| Omul Meciului: Hirving Lozano (Mexic) Arbitrii asistenți: Abdullah Al-Shalawi (Arabia Saudită) Mohammed Al-Abakry (Arabia Saudită) Al patrulea oficial: Alireza Faghani (Iran) Arbitrii video: Ravshan Irmatov (Uzbekistan) Reza Sokhandan (Iran) Arbitrul asistent al arbitrului video: Jair Marrufo (Statele Unite) |

### Noua Zeelandă vs Portugalia
| Noua Zeelandă | 0–4    | Portugalia                                              |
| ------------- | ------ | ------------------------------------------------------- |
|               | Report | Ronaldo 33' (pen.) B. Silva 37' A. Silva 80' Nani 90+1' |

| Noua Zeelandă | Portugalia |

| GK             | 1  | Stefan Marinovic   |     |     |
| CB             | 5  | Michael Boxall     |     |     |
| CB             | 22 | Andrew Durante     |     | 74' |
| CB             | 20 | Tommy Smith        |     |     |
| RWB            | 16 | Dane Ingham        | 82' |     |
| LWB            | 17 | Tom Doyle          |     |     |
| CM             | 15 | Clayton Lewis      | 19' | 65' |
| CM             | 8  | Michael McGlinchey |     | 37' |
| CM             | 14 | Ryan Thomas        |     |     |
| CF             | 11 | Marco Rojas        |     |     |
| CF             | 9  | Chris Wood (c)     |     |     |
| Schimbări:     |    |                    |     |     |
| MF             | 6  | Bill Tuiloma       |     | 37' |
| FW             | 7  | Kosta Barbarouses  |     | 65' |
| FW             | 10 | Shane Smeltz       |     | 74' |
| Manager:       |    |                    |     |     |
| Anthony Hudson |    |                    |     |     |

| GK              | 1  | Rui Patrício          |     |     |
| RB              | 11 | Nélson Semedo         | 21' |     |
| CB              | 3  | Pepe                  | 56' |     |
| CB              | 2  | Bruno Alves           |     |     |
| LB              | 19 | Eliseu                |     |     |
| RM              | 20 | Ricardo Quaresma      |     | 83' |
| CM              | 13 | Danilo Pereira        |     |     |
| CM              | 8  | João Moutinho         |     |     |
| LM              | 10 | Bernardo Silva        |     | 46' |
| CF              | 9  | André Silva           |     |     |
| CF              | 7  | Cristiano Ronaldo (c) |     | 67' |
| Schimbări:      |    |                       |     |     |
| MF              | 16 | Pizzi                 |     | 46' |
| FW              | 17 | Nani                  |     | 67' |
| FW              | 18 | Gelson Martins        |     | 83' |
| Manager:        |    |                       |     |     |
| Fernando Santos |    |                       |     |     |

| Omul Meciului: Cristiano Ronaldo (Portugalia) Arbitrii asistenți: Joe Fletcher (Canada) Charles Justin Morgante (Statele Unite) Al patrulea oficial: Damir Skomina (Slovenia) Arbitrii asistenți video: Sandro Ricci (Brazilia) Jure Praprotnik (Slovenia) Arbitrul asistent al arbitrului video: Ovidiu Hațegan (România) |

## Lincuri externe
- Site Oficial
- Documentele oficiale și Documentele meciurilor Arhivat în 4 iulie 2017, la Wayback Machine.